# Kamienica Cieszkowskiego 12 w Bydgoszczy
Kamienica Cieszkowskiego 12 w Bydgoszczy – zabytkowa kamienica w Bydgoszczy.

## Położenie
Budynek znajduje się w północnej pierzei ul. Cieszkowskiego w jej środkowej części.

## Historia
Kamienica powstała w latach 1902–1903, według projektu przedsiębiorcy budowlanego Victora Petrikowskiego przy współudziale architekta Rudolfa Kerna. Koszty budowy wyniosły ok. 55 tys. marek. W 1915 roku właścicielem budynku został rentier Rudolf Frisch, który wybudował werandę, a w 1926 roku Bolesław Hartung. W 1935 roku kamienica stała się własnością M. Gniewkowskiego, a później jego spadkobierców. 
Stan dzisiejszy budynku to efekt prac konserwatorskich z ok. 2010 roku.

## Architektura
Czterokondygnacyjny budynek z poddaszem mieszkalnym założony jest na planie w kształcie litery „T”. W osi elewacji frontowej znajduje się niewielki ryzalit zwieńczony szczytem. W połać dachu wtopione są pulpitowe wystawki i facjaty pokryte hełmami. Dolna kondygnacja zaakcentowana jest partiami cegły licówki.
Budynek prezentuje styl eklektyczny z dekoracją secesyjną. Nadświetle otworu wejściowego ozdabia secesyjna dekoracja ze stylizowanymi liśćmi kasztanowca i głową kobiety. 

## Galeria

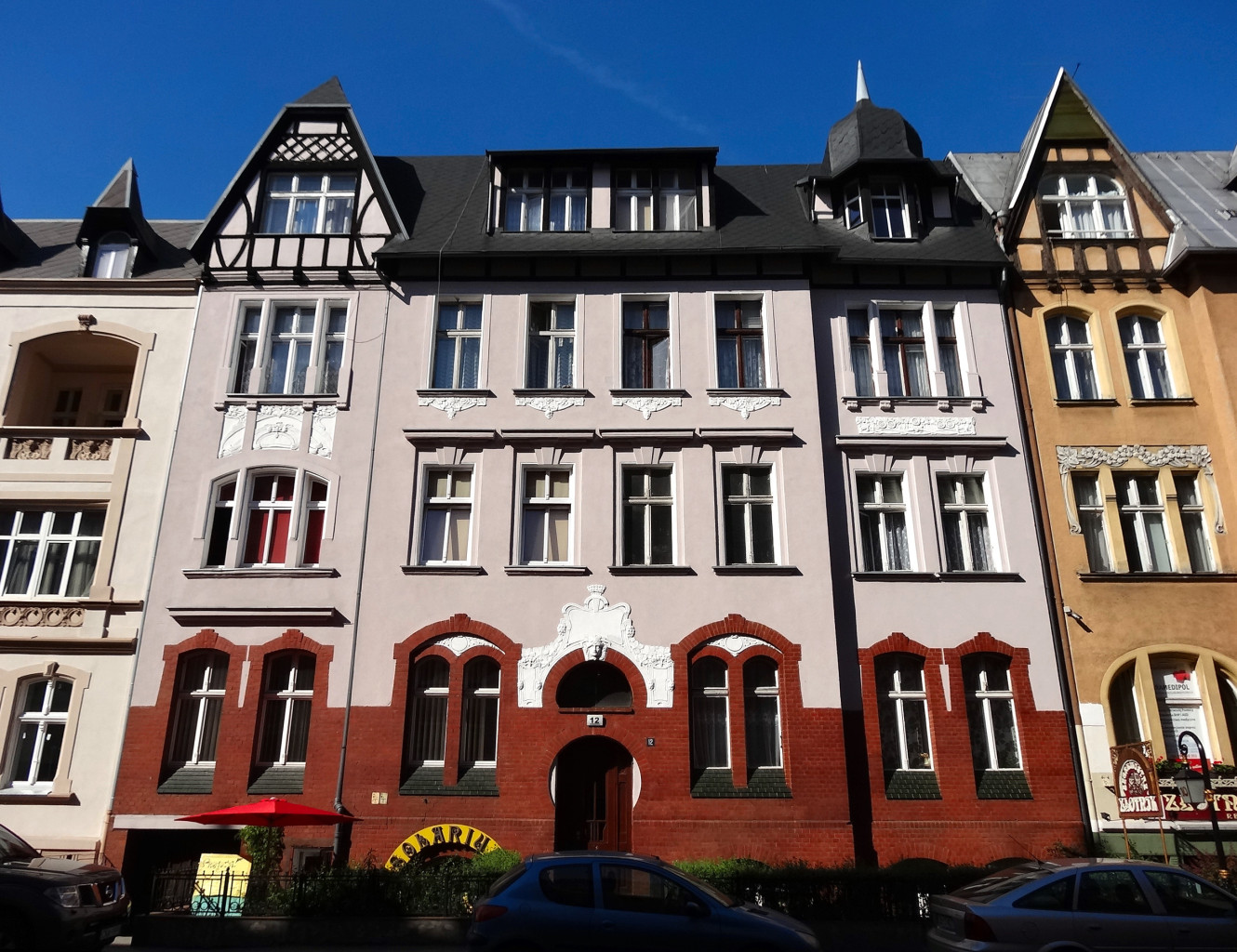
Widok ogólny
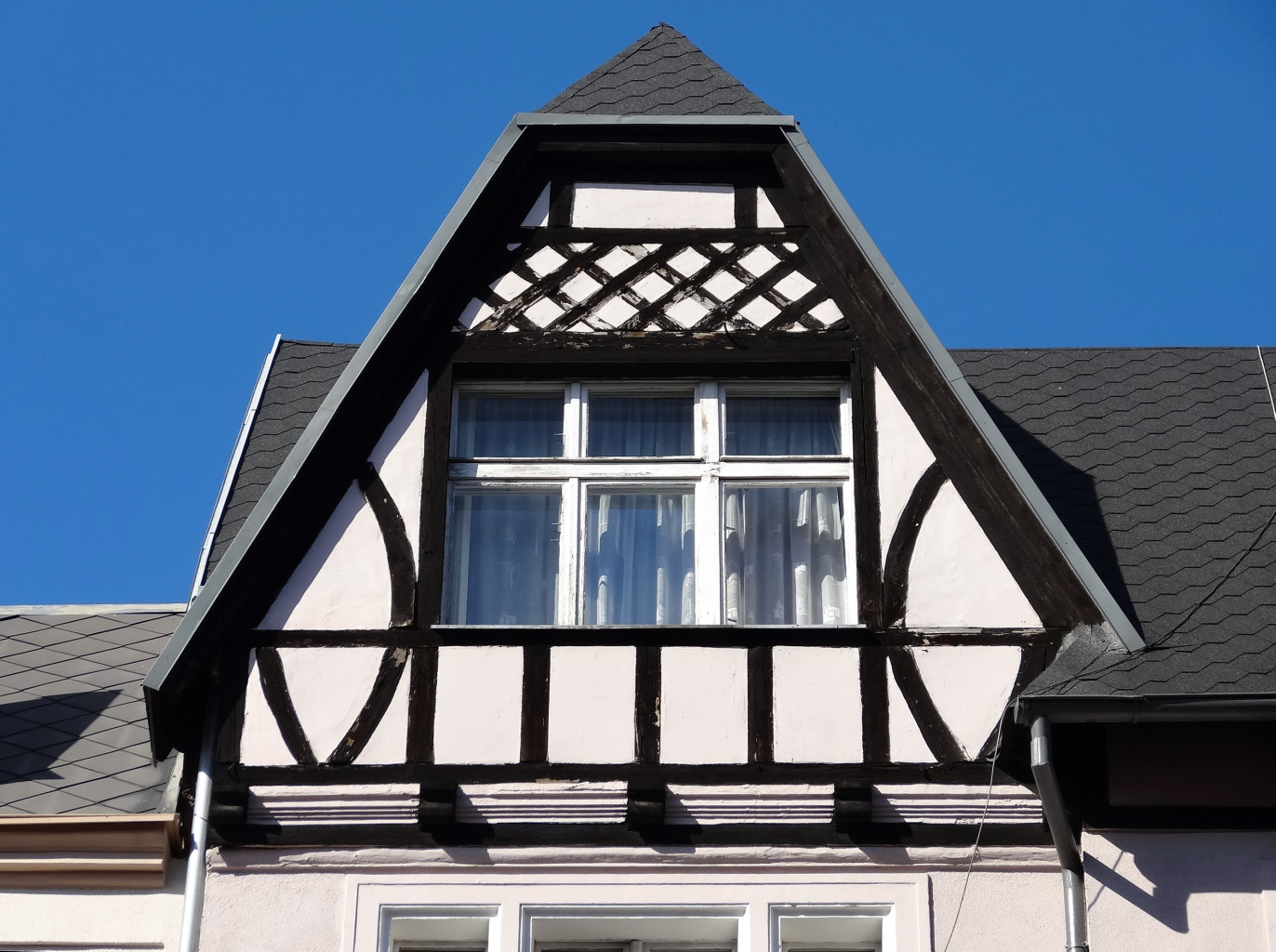
Szachulcowa facjata
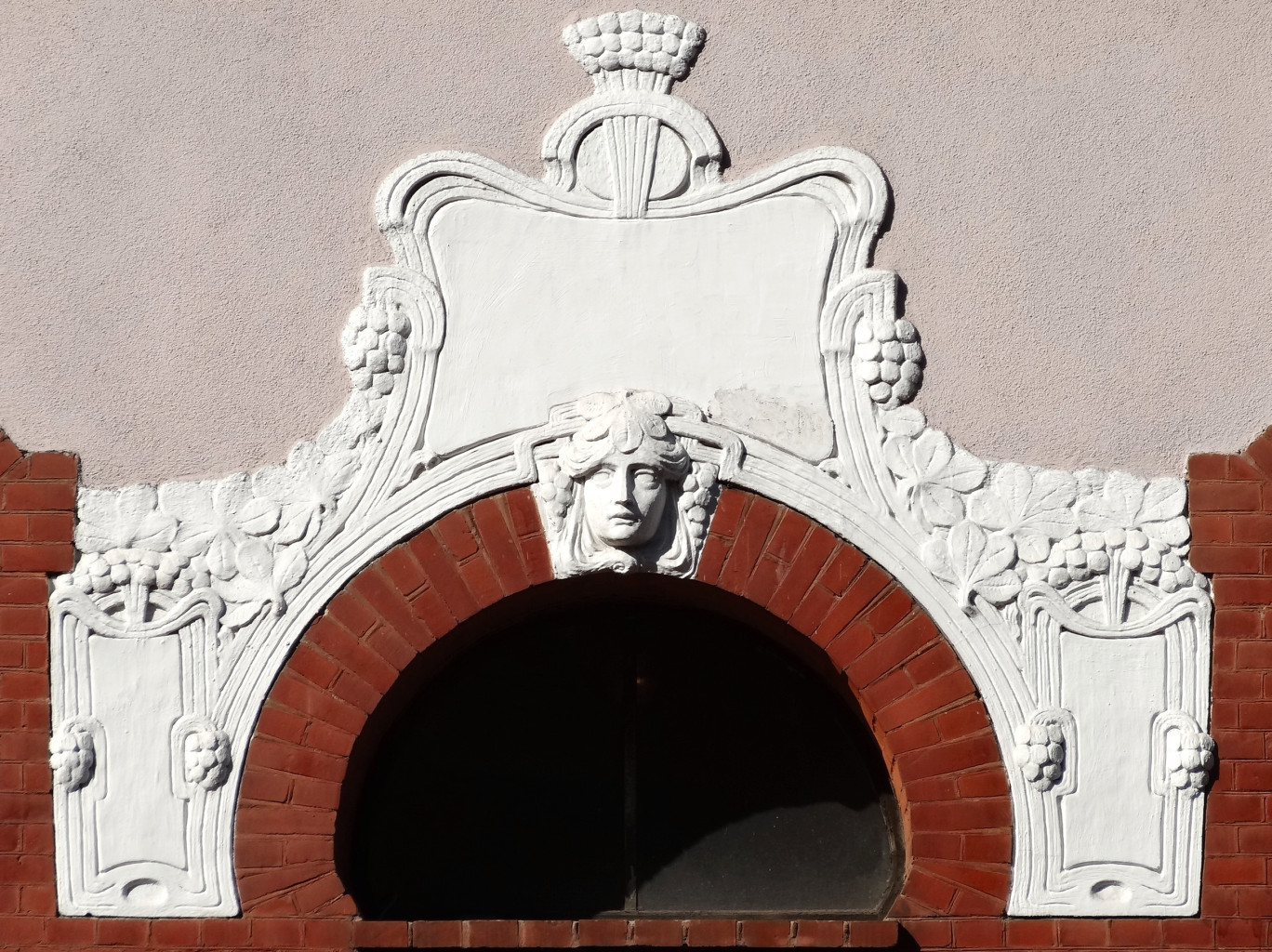
Secesyjna dekoracja przy nadświetlu
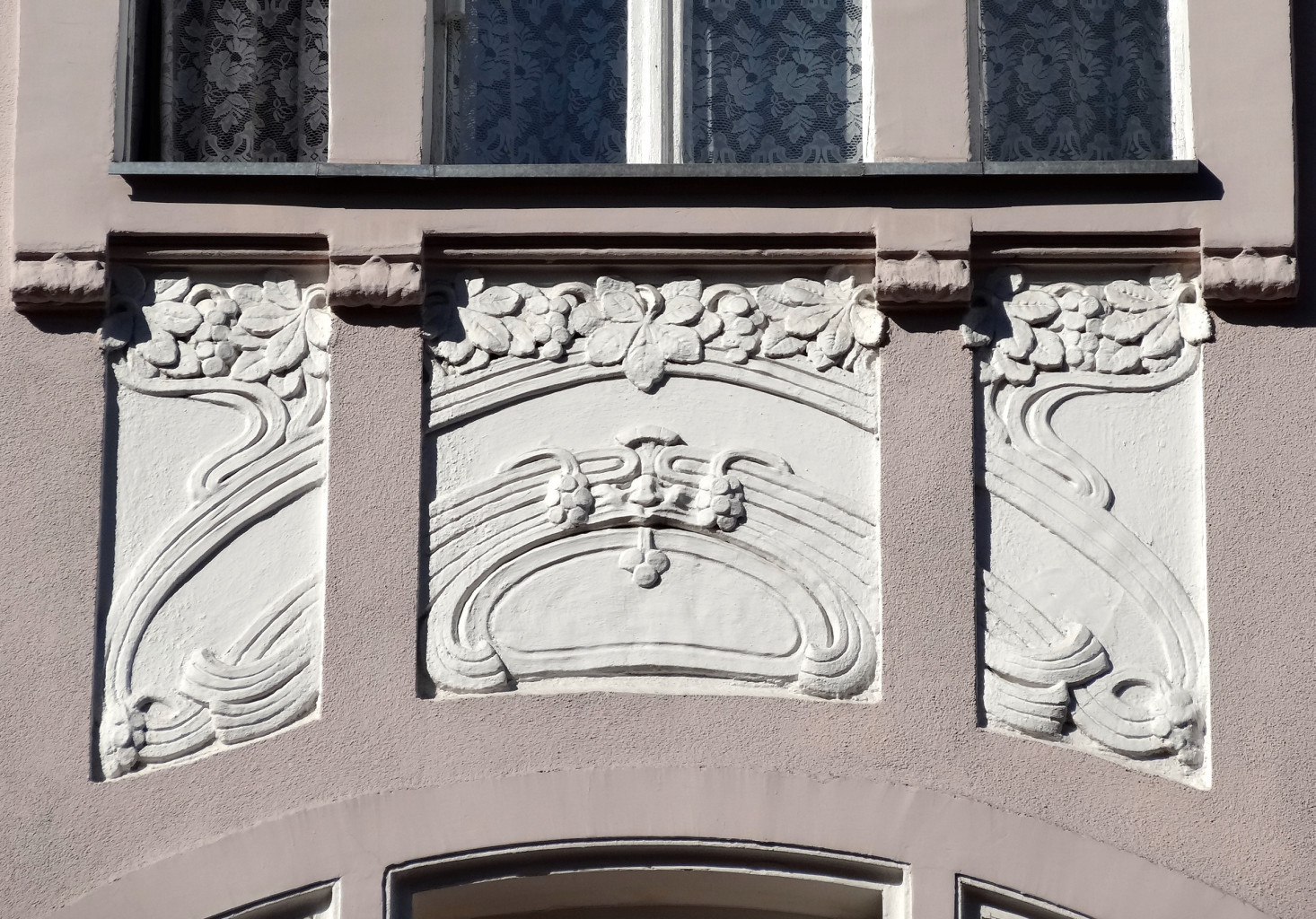
Ornament roślinny